# Citrobacter
Citrobacter là một chi vi khuẩn coliform gram âm trong họ Enterobacteriaceae.
Các loài C. amalonaticus, C. koseri, và C. freundii chỉ sử dụng citrat là nguồn cacbon. Các loài citrobacter được phân biệt theo khả năng mà chúng biến đổi tryptophan thành indole, men lactoza, và sử dụng malonat.
Citrobacter thể hiện khả năng tích tụ urani bằng cách tạo ra các chất phức phốt-phát.

## Ý nghĩa lâm sàng
Các vi khuẩn này có thể được tìm thấy ở khắp nơi trong đất, nước, nước thải, vv. Nó cũng có thể được tìm thấy trong ruột người. Chúng ít khi là nguyên nhân gây bệnh, ngoại trừ các lây nhiễm của niệu đạo và viêm màng não trẻ sơ sinh và nhiễm trùng máu.